# 菏泽日报
《菏泽日报》是中国共产党菏泽市委员会机关报，创刊于1991年10月1日。该报曾用名为《菏泽大众》，后改为现名。2000年10月1日经批准，该报创办了一张生活类报纸《牡丹晚报》。该报曾被评为山东省“十佳”报纸，它的文学副刊是“曹风”，得名于菏泽的古称曹州。